# Czołowo (powiat kolski)
Czołowo – wieś w Polsce położona w województwie wielkopolskim, w powiecie kolskim, w gminie Koło.
Wieś królewska należąca do starostwa kolskiego, pod koniec XVI wieku leżała w powiecie konińskim województwa kaliskiego. Do 1954 roku istniała gmina Czołowo. W latach 1975–1998 miejscowość należała administracyjnie do województwa konińskiego.

## Informacje ogólne
Miejscowość leży 5 km na północ od Koła, przy drodze wojewódzkiej nr 270 do Włocławka. Do 2006 roku mieściła się filia szkoły we Wrzącej Wielkiej szkołę podstawową zamknięto.